# Rambla de Montevideo
Pour les articles homonymes, voir Rambla.

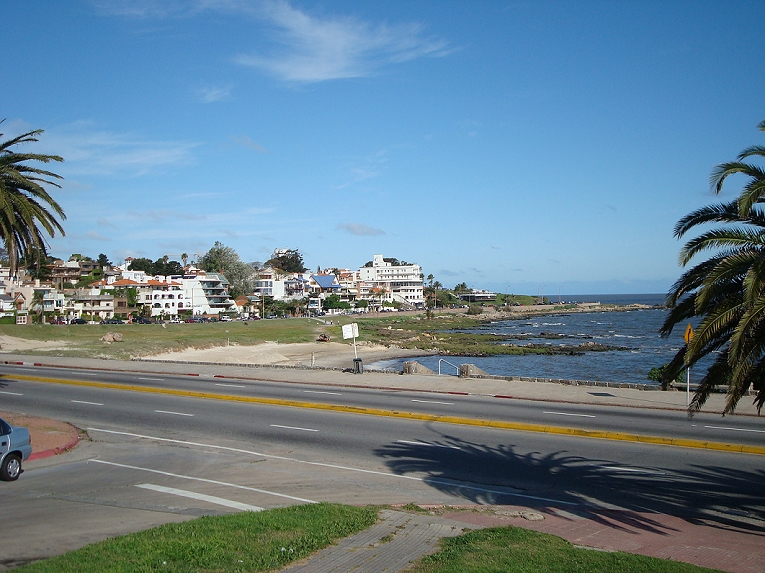
Rambla de Punta Gorda.

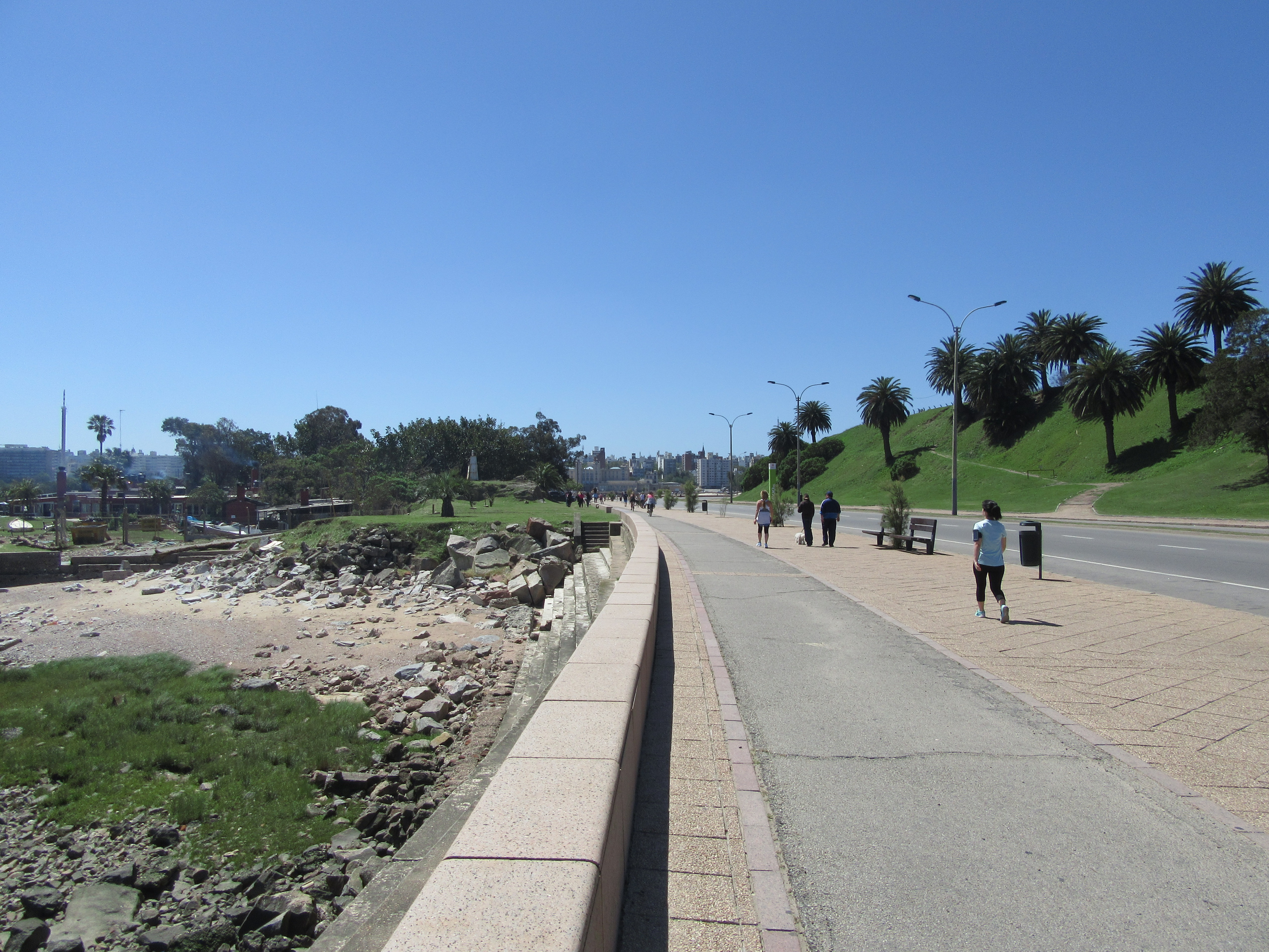
Trottoir de la Rambla de Montevideo.

La Rambla de Montevideo est une grande avenue de plus de 22 km de long qui borde la côte du Río de la Plata à Montevideo, Uruguay.

## Généralités
Elle constitue à la fois une importante voie de circulation automobile et, au sud de la Baie de Montevideo, une promenade pour les piétons. Elle est bordée par de nombreuses plages, dont on peut citer: Ramírez, Pocitos, Buceo, Malvín, Carrasco.

## Galerie

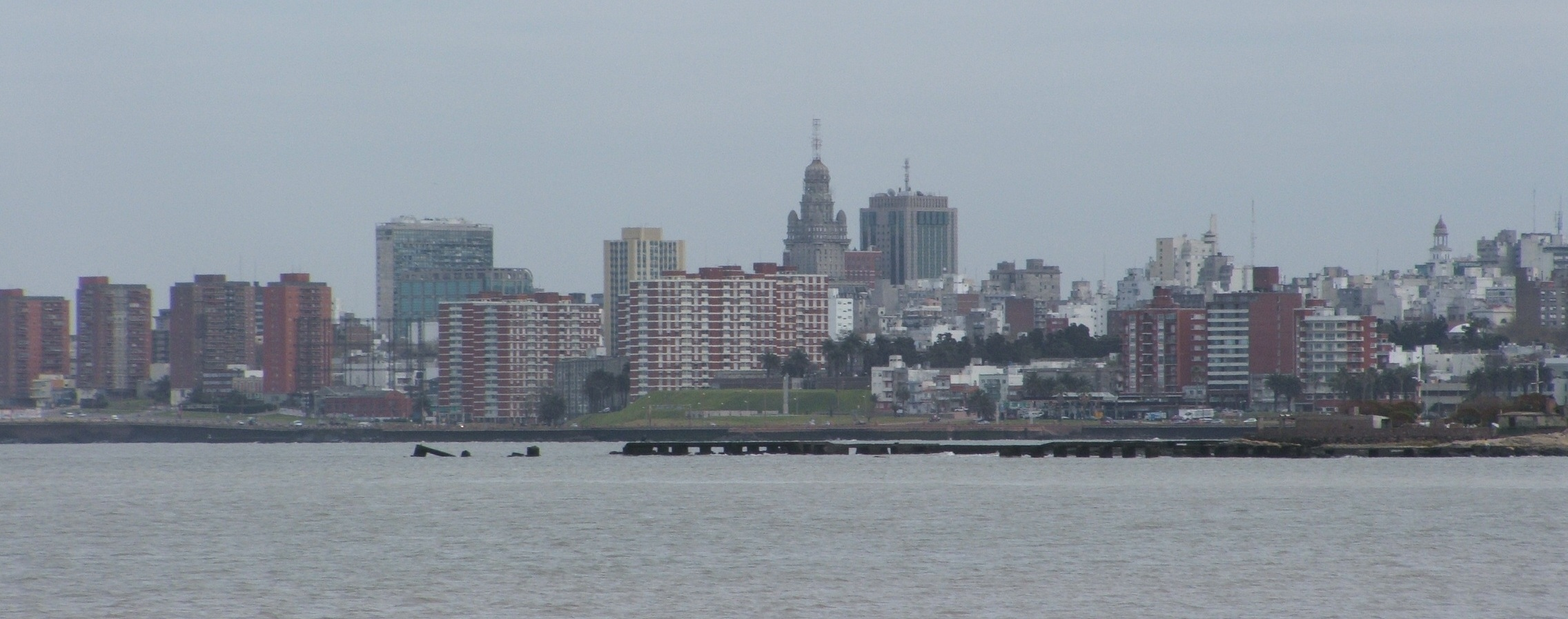
La Rambla Sud vue depuis le Phare de Punta Carretas (2006). Au fond, le Palais Salvo.
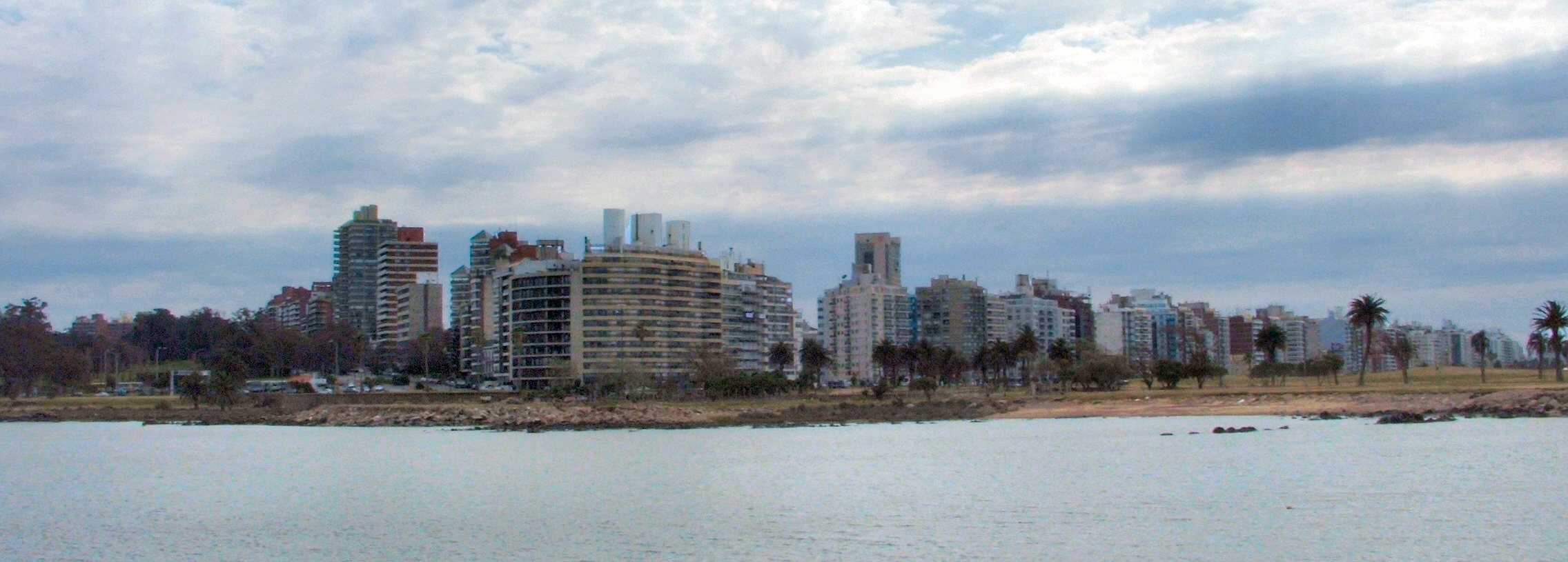
La Rambla à Punta Carretas, vue depuis le Phare (2006).
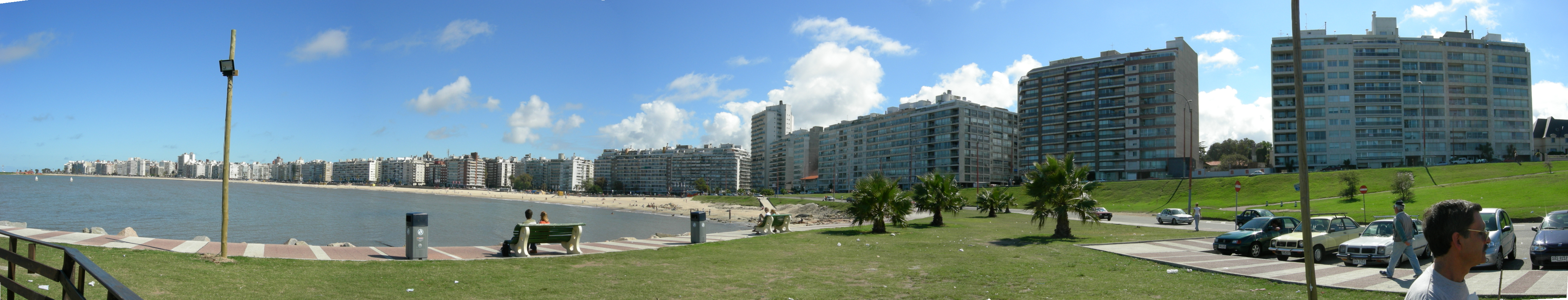
La Rambla à Pocitos (2006).
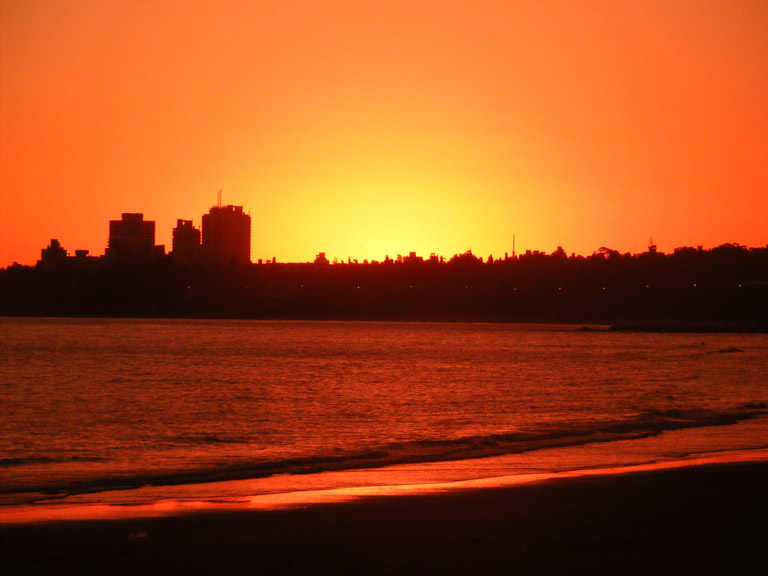
Coucher de soleil à Malvín.